# Campionati europei di ciclismo su strada 2024 - Cronometro femminile Elite
La cronometro femminile Elite dei Campionati europei di ciclismo su strada 2024, nona edizione della prova, si è disputata l'11 settembre 2024 su un percorso di 31,3 km, con partenza da Heusden-Zolder e arrivo ad Hasselt, in Belgio. La medaglia d'oro è andata alla belga Lotte Kopecky, il quale ha completato il percorso con il tempo di 39'00", alla media di 48,138 km/h, precedendo l'olandese Ellen van Dijk e l'austriaca Christina Schweinberger.
Sul traguardo 27 cicliste, su altrettanti partenti, portarono a termine la competizione.

## Ordine d'arrivo (Top 10)
| Pos. | Corridore         | Squadra     | Tempo   |
| ---- | ----------------- | ----------- | ------- |
| 1    | Lotte Kopecky     | Belgio      | 39'00"  |
| 2    | Ellen van Dijk    | Paesi Bassi | a 44"   |
| 3    | C. Schweinberger  | Austria     | a 1'03" |
| 4    | Riejanne Markus   | Paesi Bassi | a 1'05" |
| 5    | Vittoria Guazzini | Italia      | a 1'09" |
| 6    | Katrine Aalerud   | Norvegia    | a 1'25" |
| 7    | Mieke Kröger      | Paesi Bassi | a 1'48" |
| 8    | Eugenia Bujak     | Slovenia    | a 1'52" |
| 9    | Rebecca Koerner   | Danimarca   | a 2'09" |
| 10   | Anna Kiesenhofer  | Austria     | a 2'11" |